# Siltgardin
Siltgardin (även kallat geotextilduk eller siltskärm) används för att begränsa spridning av grumlade vattenmassor, framför allt vid muddring och andra bottenarbeten. Den består av flytande bojar på ytan med geotextiler (fiberduk) hängande undertill som ansluter till botten. Vågor och vattenströmmar förhindras därmed effektivt att sprida det grumlade vattnet från detta inhägnade område.